# Basilique Sant'Antioco di Bisarcio
La basilique Sant'Antioco de Bisarcio est une église de campagne située près de Chilivani, une frazione d'Ozieri, en Sardaigne. Située isolée sur une colline volcanique, c'est l'une des plus grandes églises romanes de Sardaigne.

## Histoire
Un diocèse catholique ayant son siège à Bisarcium, dans ce qui était alors le giudicato de Torres  ou Guisarchium est documenté de 1065 à 1503, date à laquelle il est annexé à celui d'Alghero. Une première cathédrale est construite à cet endroit à la fin du XIe siècle. endommagée par un incendie, un document de 1139 suggère que l'évêque aurait déplacé son siège à Ardara. La nouvelle cathédrale est achevée en 1174, lorsque le portique à deux étages de la façade est terminé. Il reste quelques vestiges du village médiéval de Bisarcio.

## Architecture
L'église montre des influences des écoles lombarde et pisane. Le portique, inspiré des modèles français, présente un étage inférieur avec trois arcades arrondies, dont deux comportaient une fenêtre à meneaux (celle de gauche est fermée).

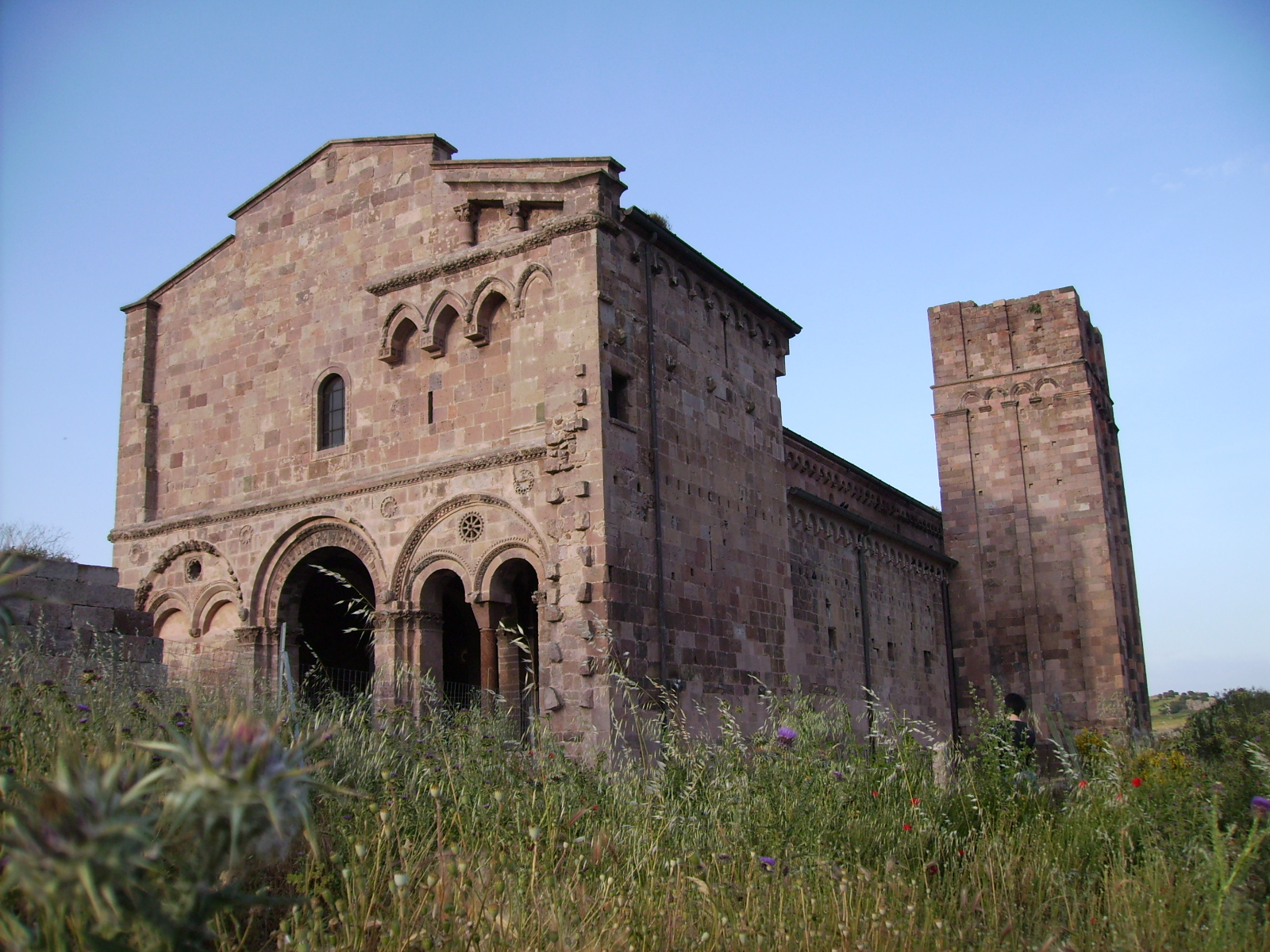
Vue générale.

L'arcade médiane mène au narthex, qui comporte six voûtes d'arêtes soutenues par des piliers cruciformes. Sur le côté droit du narthex se trouve un escalier qui mène à l'étage supérieur avec trois pièces dont la centrale, dotée d'un autel, était la chapelle privée des évêques de Bisarcio.
Derrière l'autel, une fenêtre à meneaux s'ouvre sur l'intérieur de la cathédrale, bordée de deux losanges décoratifs que l'on retrouve également sur les murs extérieurs de l'abside et qui sont typiques du style roman pisan. La pièce de droite abrite en revanche une cheminée caractéristique en forme de mitre.
Depuis le narthex, on accède également au véritable intérieur de l'église, qui se compose d'une nef et de deux bas-côtés divisés par des colonnes, avec une abside semi-circulaire. La nef est couverte par des fermes en bois, tandis que les nefs sont voûtées d'arêtes. L'éclairage est assuré par d'étroites fenêtres à simple meneau, six de chaque côté, une autre dans l'abside et deux à l'extrémité des nefs.

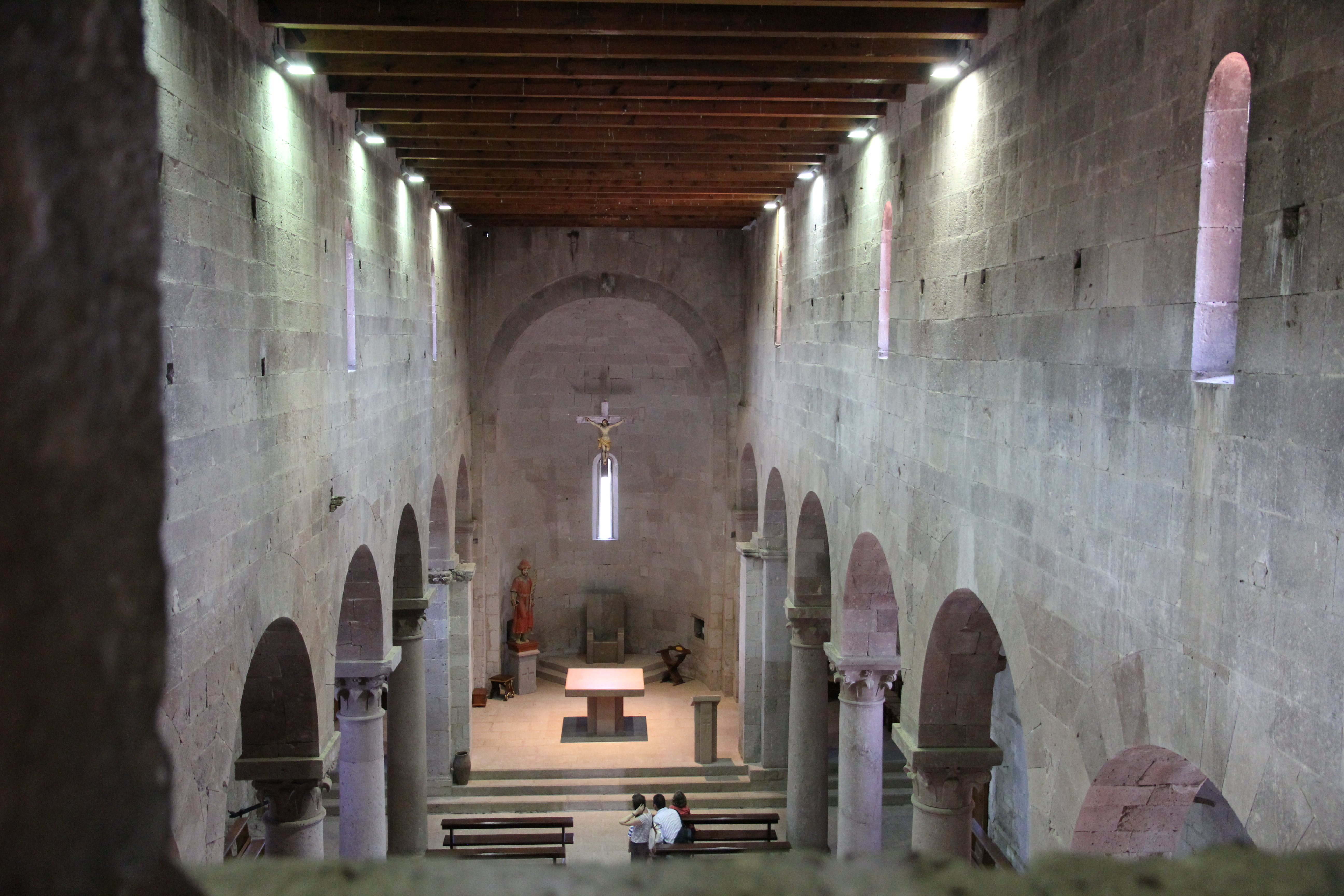
Intérieur.

Sur le côté sud se trouve un campanile dont la partie supérieure a disparu après s'être effondrée à une date inconnue. Il a un plan carré et est décoré de fausses colonnes et de bandes lombardes, également présentes sur les côtés extérieurs et sur l'abside de l'église.